# Манави
Манави (груз. მანავი) — село в Грузии. Находится в Сагареджойском муниципалитете края Кахетия. Высота над уровнем моря составляет 750 метров. Население — 2769 человек (2014). Знаменита в основном большой старинной крепостью и виноградом сорта Манавис Мцване.
В районе Манави находится школа «Рейнджеров» вооружённых сил Грузии.

## Галерея

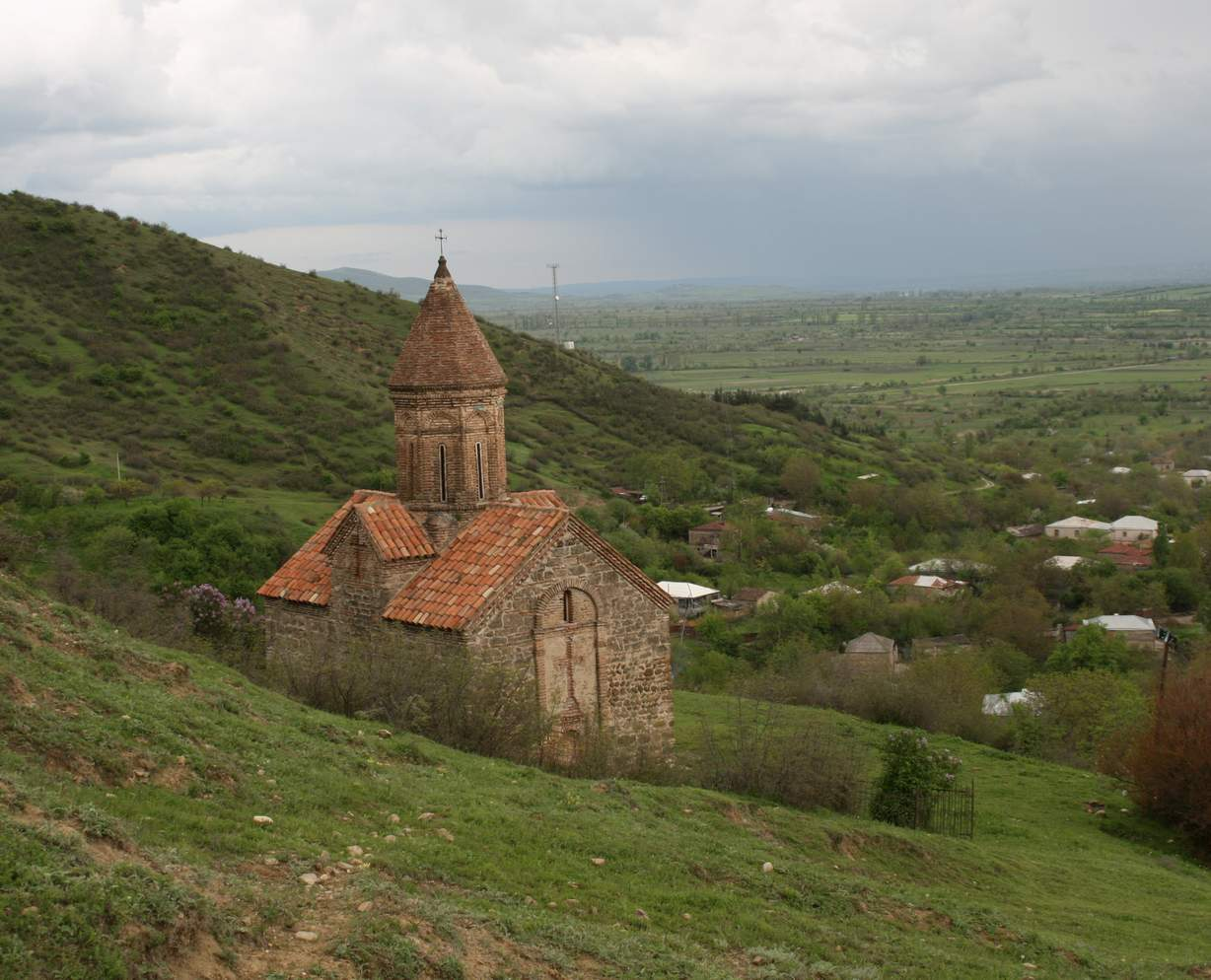
Старинный храм в Манави
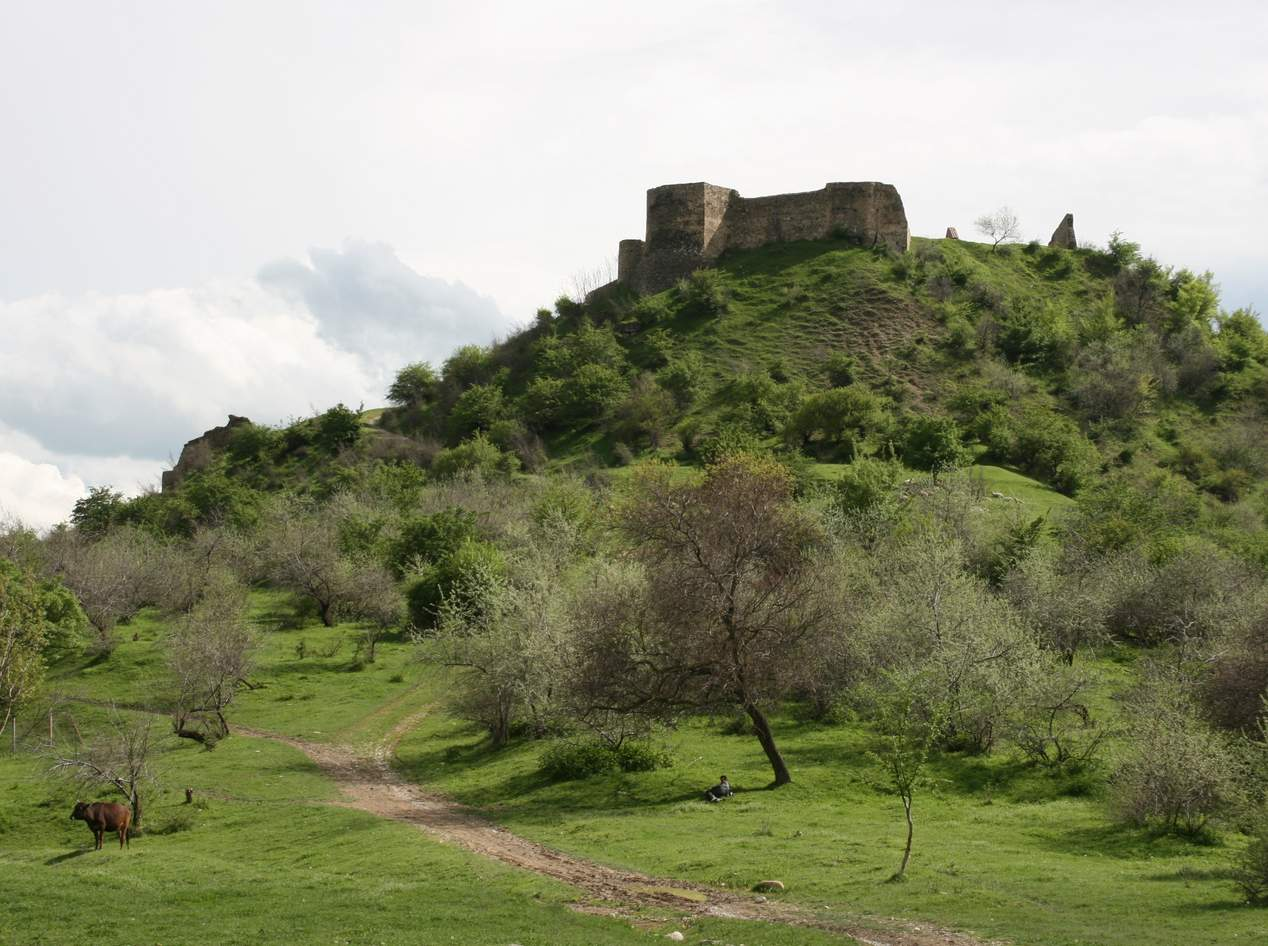
Манавская крепость
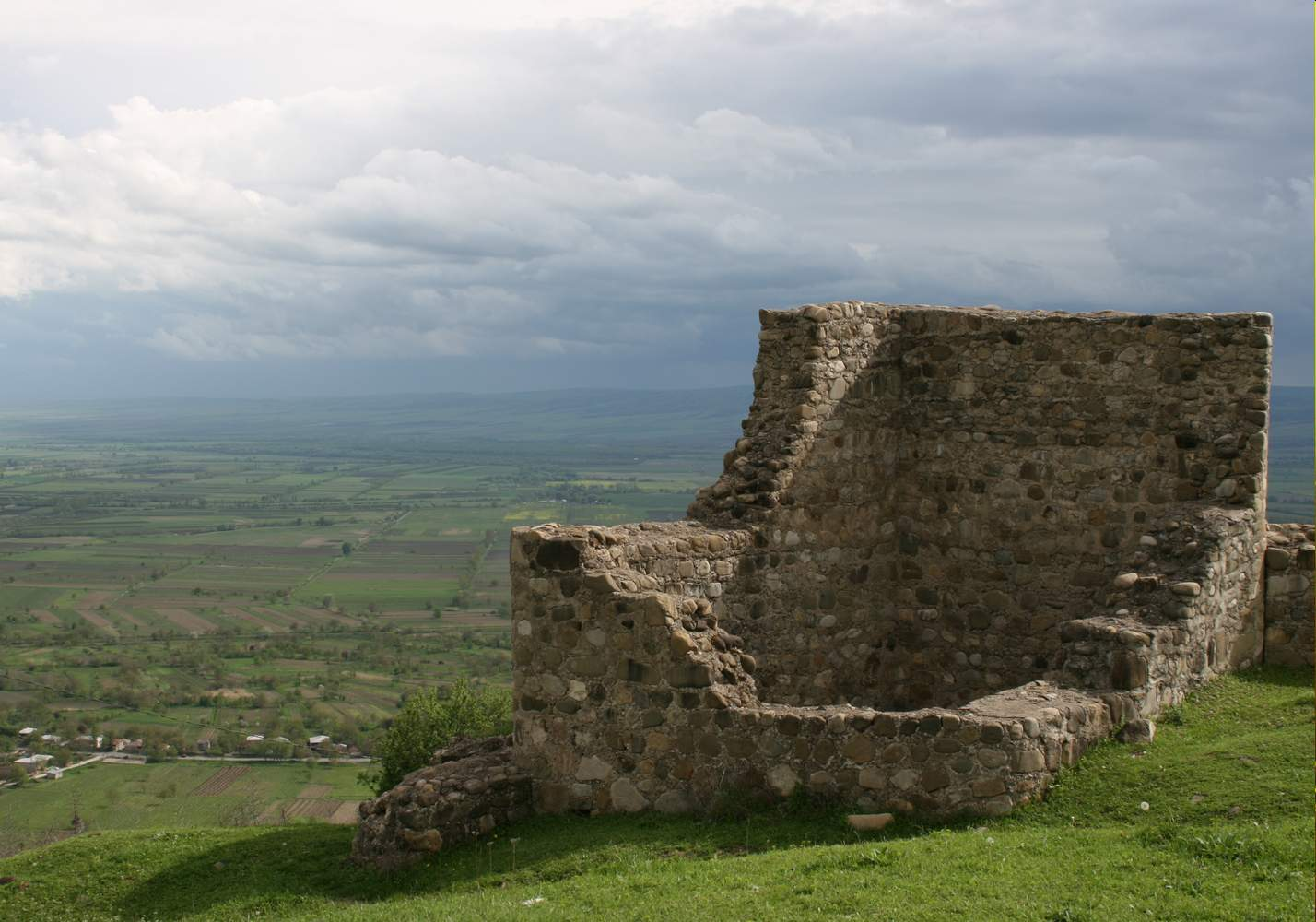
Руины манавской крепости